# Lazar Angelov
Pour les articles homonymes, voir Angelov.
Lazar Angelov (en bulgare : Лазар Ангелов), né le 22 septembre 1984 à Sofia en république populaire de Bulgarie, est un entraîneur et mannequin masculin.

## Biographie
Anciennement joueur de basket-ball de haut niveau pendant une dizaine d'années, après une blessure au genou et une fois son service militaire fini, Angelov se consacre à la musculation et la haute forme depuis 2006. Il en a fait une carrière et est devenu la figure de proue de produits nutritionnels et sportifs.
Sa masse varie entre 88 kg (en saison) et 96 kg (hors saison) et il mesure 1,80 m.